# 혓바닥 종합격투기 세치혀
《혓바닥 종합격투기 세치혀》는 대한민국의 MBC TV에서 방영되는 예능 프로그램이다.

## 기획 의도
'혓바닥'으로 먹고 사는 입담꾼들이 오로지 이야기 하나만으로 겨루는 대한민국 최초의 썰 스포츠! 세상에서 가장 치명적인 혀들의 전쟁이 지금 시작된다!

## 방송 일정
| 방송 채널 | 방송 기간                           | 방송 시간                           | 비고               |
| --------- | ----------------------------------- | ----------------------------------- | ------------------ |
| MBC TV    | 2022년 12월 11일 ~ 2022년 12월 25일 | 매주 일요일 밤 9시 10분 ~ 10시 45분 | 파일럿 (시범) 편성 |
| MBC TV    | 2023년 2월 28일 ~ 2023년 6월 27일   | 매주 화요일 밤 10시 ~ 11시 30분     | 정규 편성          |

## 진행자
- 전현무
- 배성재
- 장도연
- 유병재

## 에피소드 목록

### 파일럿
- 우승 : 풍자
- 준우승 : 윤설미
- 4강 : 김원[1], 박용화
- 8강 : 김계란, 양나래, 김젬마[2], 이호섭

### 정규(1기)

#### 1~3회
- 회차 정보

| 1-3회 (2023년 2월 28일 ~ 3월 14일)         |             |      |
| 진행자                                     |             |      |
| 전현무 · 배성재 · 장도연 · 유병재 · 김계란 |             |      |
| 참가자                                     |             |      |
| 닉네임                                     | 진출 라운드 | 비고 |
| 인싸맘 세치혀                              | 준결승      |      |
| 아재파탈 세치혀                            | 본선        |      |
| 모내기 세치혀                              | 본선        |      |
| 불륜 잡는 세치혀                           | 챔피언 등극 |      |
| 겨자맛 세치혀                              | 결승        |      |
| 히든 세치혀                                | 본선        |      |

| 라운드        | 닉네임           | 이야기                                               |
| 본선          | 인싸맘 세치혀    | 신도시 인싸망 피셜, 맘들 기절한 핫 트렌드            |
| 본선          | 아재파탈 세치혀  | K-아재가 알려주는 ♥작업의 기술♥                      |
| 본선          | 모내기 세치혀    | 너희가 탈모를 아느냐? 은밀한 모내기의 비밀           |
| 본선          | 불륜 잡는 세치혀 | 불륜 소리 ASMR 사랑에 빠진 게 죄는 아니잖아          |
| 본선          | 겨자맛 세치혀    | ※뒷목주의※ 성인용품점에서 진상 손님 만난 건에 대하여 |
| 본선          | 히든 세치혀      | 위대한 어머니 차 여사의 ㅎㄷㄷ한 교육 방침           |
| 준결승        | 인싸맘 세치혀    | ★어린이 상담소 Open★ 신도시 오은영의 사이다 솔루션   |
| 준결승        | 불륜 잡는 세치혀 | "이 여자를 고발합니다" 불륜 끝판왕 여왕벌의 최후     |
| 결승          | 겨자맛 세치혀    | '퀸'이 되고 싶었던 나                                |
| 결승          | 불륜 잡는 세치혀 | 멱살 잡으려다 뒷목 잡는다                            |
| 챔피언 결정전 | 불륜 잡는 세치혀 | 아무도 믿지 마라! 뒤통수 얼얼한 '불륜 x 불륜'        |
| 챔피언 결정전 | 마라맛 세치혀    | 미니스커트 입고 병무청 신체검사를 받아보았습니다     |

- 대진표

| 라운드             | 불륜 잡는 세치혀                    | 마라맛 세치혀      | 겨자맛 세치혀           | 인싸맘 세치혀                   | 히든 세치혀           | 모내기 세치혀      | 아재파탈 세치혀    |
| 라운드             | 양나래                              | 풍자               | 퀸 와사비               | 서준맘                          | 빽가                  | 한상보             | 한사랑산악회       |
| 본선 첫 번째 대결  |                                     |                    |                         | 상대 : 한사랑산악회 준결승 진출 |                       |                    | 상대 : 서준맘 탈락 |
| 본선 두 번째 대결  | 상대 : 한상보 준결승 진출           |                    |                         |                                 |                       | 상대 : 양나래 탈락 |                    |
| 본선 세 번째 대결  |                                     |                    | 상대 : 빽가 준결승 진출 |                                 | 상대 : 퀸 와사비 탈락 |                    |                    |
| 준결승 대결        | 상대 : 서준맘 결승 진출             |                    |                         | 상대 : 양나래 탈락              |                       |                    |                    |
| 결승 대결          | 상대 : 퀸 와사비 챔피언 결정전 진출 |                    | 상대 : 양나래 탈락      |                                 |                       |                    |                    |
| 챔피언 결정전 대결 | 상대 : 풍자 챔피언 등극             | 상대 : 양나래 탈락 |                         |                                 |                       |                    |                    |

#### 4~6회
- 회차 정보

| 4-6회 (2023년 3월 21일 ~ 4월 4일) |               |      |
| 진행자                            |               |      |
| 전현무 · 배성재 · 장도연 · 유병재 |               |      |
| 참가자                            |               |      |
| 닉네임                            | 진출 라운드   | 비고 |
| 미스터리 세치혀                   | 본선 라운드   |      |
| 멘탈코치 세치혀                   | 챔피언 결정전 |      |
| 중낳괴 세치혀                     | 본선 라운드   |      |
| 뇌슐랭 세치혀                     | 결승 라운드   |      |
| 무지개 세치혀                     | 본선 라운드   |      |
| 아오지 세치혀                     | 결승 라운드   |      |

| 라운드        | 닉네임           | 이야기                                                |
| 본선          | 미스터리 세치혀  | 만나면 죽는다?! '도플갱이'의 소름 돋는 비밀           |
| 본선          | 멘탈코치 세치혀  | 전 애인 잊고 '각생'사는 법, 인생 뒤바꾼 마지막 한마디 |
| 본선          | 중 낳괴 세치혀   | 파도 파도 괴담 천하제일 악덕 기업 까기 대회           |
| 본선          | 뇌슐랭 세치혀    | 천재 뇌과학자의 충격 반전                             |
| 본선          | 무지개 세치혀    | 강제 커밍아웃 당한 끼쟁이 "서 OO이라며?!"             |
| 본선          | 아오지 세치혀    | 생지옥 같은 아오지 탄광! "내게 아오지에서 왔소"       |
| 준결승        | 멘탈코치 세치혀  | 찍한 악플의 늪 탈출법 허탈 키워드 '화살'의 비밀       |
| 준결승        | 아오지 세치혀    | 사상 최초 아오지 탈북! 목숨 건 '그날'의 비밀          |
| 결승          | 아오지 세치혀    | 아오 지옥 탈출 했더니 현실은 生지옥                   |
| 결승          | 뇌슐랭 세치혀    | <더 글로리> 머리속 해부, 황따 겪은 뇌의 충격적 변화   |
| 챔피언 결정전 | 뇌슐랭 세치혀    | 악에서 구하소서! 사이비는 뇌를 노린다?!               |
| 챔피언 결정전 | 불륜 잡는 세치혀 | 요람에서 무덤까지 문단속 불가! 불륜 사각지대          |

- 대진표

| 라운드             | 불륜 잡는 세치혀 | 뇌슐랭 세치혀 | 아오지 세치혀 | 멘탈코치 세치혀 | 무지개 세치혀 | 중낳괴 세치혀 | 미스테리 세치혀 |
| 라운드             | 양나래           | 장동석        | 최금영        | 곽정은          | 김똘똘        | 이과장        | 김원            |
| 본선 첫 번째 대결  |                  |               |               |                 |               |               |                 |
| 본선 두 번째 대결  |                  |               |               |                 |               |               |                 |
| 본선 세 번째 대결  |                  |               |               |                 |               |               |                 |
| 준결승 대결        |                  |               |               |                 |               |               |                 |
| 결승 대결          |                  |               |               |                 |               |               |                 |
| 챔피언 결정전 대결 |                  |               |               |                 |               |               |                 |

#### 6~9회
- 회차 정보

| 6-9회 (2023년 4월 4일 ~ 4월 25일) |               |      |      |
| 진행자                            |               |      |      |
| 전현무 · 배성재 · 장도연 · 유병재 |               |      |      |
| 참가자                            |               |      |      |
| 닉네임                            | 진출 라운드   | 직종 | 정체 |
| 수사반장 세치혀                   | 챔피언 결정전 |      |      |
| 가나다 세치혀                     | 본선 라운드   |      |      |
| 팔로미 세치혀                     | 본선 라운드   |      |      |
| MZ문학 세치혀                     | 본선 라운드   |      |      |
| 천태만상 세치혀                   | 준결승 라운드 |      |      |
| MZ머니 세치혀                     | 결승 라운드   |      |      |

| 라운드        | 닉네임           | 이야기                                                      |
| 본선          | 수사반장 세치혀  | 현실판 살인의 추억 1982년 형사를 아느냐?!                   |
| 본선          | 가나다 세치혀    | AI를 아십니까 휴먼? 에브리씽 에브리웨어 AI                  |
| 본선          | 팔로미 세치혀    | 킹반민의 오마이 리얼 트립 있었는데요 세치혀 없었습니다      |
| 본선          | 천태만상 세치혀  | 텐션 자판기 <천태만상>의 반전 그레이 눈동자의 입틀막 한마디 |
| 본선          | MZ머니 세치혀    | '통장'을 '통장'으로 만드는 저축 오적을 기억하라             |
| 본선          | MZ문학 세치혀    | 실화주의 - 홍어 장수 문순득, 조선 핵인싸의 어쩌다 세계 일주 |
| 준결승        | 수사반장 세치혀  | 길가다 칼 맞아왔어? 어나더 레벨 사건 25시                   |
| 준결승        | 천태만상 세치혀  | 행사, 어디까지 뛰어봤니? 천태만상 행사 비하인드             |
| 결승          | MZ머니 세치혀    | 감히 내가 너를 꿈꿔도 될까? 내집 마련 위한 6개의 스톤       |
| 결승          | 수사반장 세치혀  | 수사반장의 주먹이 운다! 비밀 수사노트 전격 공개             |
| 챔피언 결정전 | 수사반장 세치혀  | 사건 현장 32년! 눈물의 수사 일지                            |
| 챔피언 결정전 | 불륜 잡는 세치혀 | 불륜의 끝은 이혼이 아니다? 불륜 종결자의 참신한 정리법      |

- 대진표

| 라운드             | 불륜 잡는 세치혀 | 수사반장 세치혀 | MZ머니 세치혀 | 천태만상 세치혀 | MZ문학 세치혀 | 팔로미 세치혀 | 가나다 세치혀 |
| 라운드             | 양나래           | 김복준          | 김경필        | 윤수현          | 김젬마        | 주디          | 오승훈        |
| 본선 첫 번째 대결  |                  |                 |               |                 |               |               |               |
| 본선 두 번째 대결  |                  |                 |               |                 |               |               |               |
| 본선 세 번째 대결  |                  |                 |               |                 |               |               |               |
| 준결승 대결        |                  |                 |               |                 |               |               |               |
| 결승 대결          |                  |                 |               |                 |               |               |               |
| 챔피언 결정전 대결 |                  |                 |               |                 |               |               |               |

#### 9~12회
- 회차 정보

| 9-12회 (2023년 4월 25일 ~ 5월 16일) |               |      |
| 진행자                              |               |      |
| 전현무 · 배성재 · 장도연 · 유병재   |               |      |
| 참가자                              |               |      |
| 닉네임                              | 진출 라운드   | 비고 |
| 밑줄쫙 세치혀                       | 본선 라운드   |      |
| 갑분사 세치혀                       | 준결승 라운드 |      |
| 뇌슐랭 세치혀                       | 챔피언 결정전 |      |
| 멘탈코치 세치혀                     | 본선 라운드   |      |
| 중꺾마 세치혀                       | 결승 라운드   |      |
| 비밀병기 세치혀                     | 본선 라운드   |      |

| 라운드        | 닉네임           | 이야기                                               |
| 본선          | 밑줄쫙 세치혀    | 쉿! 옆집애만 알고 있던 합격 급행열차의 비밀!         |
| 본선          | 갑분싸 세치혀    | 나를 조종하는 그 녀석?! 내 안의 너, 소름 돋는 비밀!  |
| 본선          | 뇌슐랭 세치혀    | 쉿 알면 다쳐! 위험한 호기심 님아, 그 편지 읽지 마오  |
| 본선          | 멘탈코치 세치혀  | 눈 감고 떠 올려 보는 엄마라는 두 글자                |
| 본선          | 중꺾마 세치혀    | 오디션 종결자의 최대 위기?! 악마의 편집 그 날의 추억 |
| 본선          | 비밀병기 세치혀  | 북파공작원의 비밀스런 세계 인간병기 만드는 극한 훈련 |
| 준결승        | 갑분싸 세치혀    | 오늘도 하루 늙어집니다. 노화 막는 비결이 있다?!      |
| 준결승        | 뇌슐랭 세치혀    | 벼량 끝 위기에 빠진 당신 '뇌'가 너를 구해줄 거야?!   |
| 결승          | 중꺾마 세치혀    | 트로트 전향 후 알게 된 놀라운 출생의 비밀?!          |
| 결승          | 뇌슐랭 세치혀    | 죽음의 문턱에서 알게 된 또 다른 삶의 시작            |
| 챔피언 결정전 | 뇌슐랭 세치혀    | 불륜 빠지는 뇌를 따로 있다?!                         |
| 챔피언 결정전 | 불륜 잡는 세치혀 | 흔적 없는 불륜 없다?! 배우자의 OO을 확인하라         |

- 대진표

| 라운드             | 불륜 잡는 세치혀 | 뇌슐랭 세치혀 | 중꺾마 세치혀 | 갑분싸 세치혀 | 비밀병기 세치혀 | 멘탈코치 세치혀 | 밑줄쫙 세치혀 |
| 라운드             | 양나래           | 장동선        | 허찬미        | 주라벨        | 주의환          | 곽정은          | 이운규        |
| 본선 첫 번째 대결  |                  |               |               |               |                 |                 |               |
| 본선 두 번째 대결  |                  |               |               |               |                 |                 |               |
| 본선 세 번째 대결  |                  |               |               |               |                 |                 |               |
| 준결승 대결        |                  |               |               |               |                 |                 |               |
| 결승 대결          |                  |               |               |               |                 |                 |               |
| 챔피언 결정전 대결 | [ 3 ]            |               |               |               |                 |                 |               |

#### 12~15회
- 회차 정보

| 12-15회 (2023년 5월 16일 ~ 6월 6일) |               |      |
| 진행자                              |               |      |
| 전현무 · 배성재 · 장도연 · 유병재   |               |      |
| 참가자                              |               |      |
| 닉네임                              | 진출 라운드   | 비고 |
| 다중이 세치혀                       | 본선 라운드   |      |
| MZ머니 세치혀                       | 본선 라운드   |      |
| 마봉춘 세치혀                       | 본선 라운드   |      |
| 미라클 세치혀                       | 준결승 라운드 |      |
| 함무라비 세치혀                     | 결승 라운드   |      |
| 셜록홈즈 세치혀                     | 챔피언 결정전 |      |

| 라운드        | 닉네임          | 이야기                                                         |
| 본선          | 다중이 세치혀   | 갸루상 인생 최대 위기?! 장난이 아니무니다ㅜㅜ                  |
| 본선          | 함무라비 세치혀 | 조사하면 다 나와! 다이내믹 검찰청 드라마                       |
| 본선          | MZ머니 세치혀   | 환상아 환장! 소비 궁합이 있다가?! 최초 공개 <소이 MBTI>의 비밀 |
| 본선          | 셜록홈즈 세치혀 | 아동학대가 낳은 괴물들! 당신의 옆집에도?!                      |
| 본선          | 마봉춘 세치혀   | 인생 바꿔준 '우주대스타'?! '귀인'의 놀라운 한마디는            |
| 본선          | 미라클 세치혀   | 나를 키운 건 8할이 동생?! 동생 결혼식 망칠 뻔한 위기는?        |
| 준결승        | 셜록홈즈 세치혀 | ※미제 사건 공개수배※ 당신이 잡을 수 있습니다                   |
| 준결승        | 미라클 세치혀   | 나는야 궁정킹! 하지만... 뒷목 잡는 망언 모음집                 |
| 결승          | 함무라비 세치혀 | 스럴리, 코믹, 멜로 총집합?! 스펙터클 법정 라이프               |
| 결승          | 셜록홈즈 세치혀 | 현실판 지킬 앤 하이드 다중 인격 범죄의 진실?!                  |
| 챔피언 결정전 | 셜록홈즈 세치혀 | 15년만에 잡은 악마의 손길! 실제 살인 사건 전격 분석            |
| 챔피언 결정전 | 뇌슐랭 세치혀   | 내가 아직도 정상으로 보이나? '정상 vs 비정상' 결정하는 기준?!  |

- 대진표

| 라운드             | 셜록홈즈 세치혀 | 뇌슐랭 세치혀 | 함무라비 세치혀 | 미라클 세치혀 | 마봉춘 세치혀 | MZ머니 세치혀 | 다중이 세치혀 |
| 라운드             | 표창원          | 장동선        | 서아람          | 박위          | 박지민        | 김경필        | 박성호        |
| 본선 첫 번째 대결  |                 |               |                 |               |               |               |               |
| 본선 두 번째 대결  |                 |               |                 |               |               |               |               |
| 본선 세 번째 대결  |                 |               |                 |               |               |               |               |
| 준결승 대결        |                 |               |                 |               |               |               |               |
| 결승 대결          |                 |               |                 |               |               |               |               |
| 챔피언 결정전 대결 |                 |               |                 |               |               |               |               |

#### 15~17회 (올스타전)
- 회차 정보

| 15-17회 올스타전 (2023년 6월 6일 ~ 6월 27일) |             |      |
| 진행자                                       |             |      |
| 전현무 · 배성재 · 장도연 · 유병재            |             |      |
| 참가자                                       |             |      |
| 닉네임                                       | 진출 라운드 | 비고 |
| 탈북 세치혀                                  | 1~2라운드   |      |
| 불륜 잡는 세치혀                             | 1~2라운드   |      |
| MZ머니 세치혀                                | 1~2라운드   |      |
| 멘탈코치 세치혀                              | 1~2라운드   |      |
| 셜록홈즈 세치혀                              | 2라운드     |      |

| 라운드  | 닉네임           | 이야기                                                   |
| 1라운드 | 불륜 잡는 세치혀 | 차라리 불륜이었다면... 외모보다 더한 빌런이 있다?        |
| 1라운드 | 탈북 세치혀      | 살아나오기 힘든 죽음의 덫! '북한 보위부'를 아십니까?     |
| 1라운드 | MZ머니 세치혀    | 공자, 맹자도 놀랄 부자의 '머니 오륜'                     |
| 1라운드 | 멘탈코치 세치혀  | 당신의 사랑은 안전한가요? 당장 헤어져야 하는 시그널?!    |
| 2라운드 | 셜록홈즈 세치혀  | 세상에 영원한 거짓말은 없다! 범인 밝혀내는 거짓말 탐지법 |
| 2라운드 | 불륜 잡는 세치혀 | 양육 둘러싼 진흙탕 싸움?!                                |
| 2라운드 | MZ머니 세치혀    | 파이어족 꿈꾸는 당식 '노후 파산'을 대비하라?!            |
| 2라운드 | 탈북 세치혀      | ※ 사람을 찾습니다 ※ 생사의 갈림길, 운명적 만남           |
| 2라운드 | 뇌슐랭 세치혀    | 어떤 이야기를 믿나요? 뇌를 미치게 하는 썰의 힘           |
| 2라운드 | 멘탈코치 세치혀  | 좌절 자판기를 위한 자존감 '영끌'법                       |

- 대진표

| 라운드               | 불륜 잡는 세치혀 | 탈북 세치혀 | MZ머니 세치혀 | 멘탈코치 세치혀 | 셜록홈즈 세치혀 | 뇌슐랭 세치혀 |
| 라운드               | 양나래           | 윤설미      | 김경필        | 곽정은          | 표창원          | 장동선        |
| 1라운드 첫 번째 대결 |                  |             |               |                 |                 |               |
| 1라운드 두 번째 대결 |                  |             |               |                 |                 |               |
| 2라운드 첫 번째 대결 |                  |             |               |                 |                 |               |
| 2라운드 두 번째 대결 |                  |             |               |                 |                 |               |
| 2라운드 세 번째 대결 |                  |             |               |                 |                 |               |